# Deurimaruwa
Deurimaruwa (en népalais : देउरीमरुवा) est un comité de développement villageois du Népal situé dans le district de Saptari. Au recensement de 2011, il comptait 3 331 habitants.